# Evolvulus helianthemifolius
Evolvulus helianthemifolius är en vindeväxtart som först beskrevs av Poiret, och fick sitt nu gällande namn av A. Lourteig. Evolvulus helianthemifolius ingår i släktet Evolvulus och familjen vindeväxter. Inga underarter finns listade i Catalogue of Life.